# Педра Шолта (Сасари)
Педра Шолта је насеље у Италији у округу Сасари, региону Сардинија.
Према процени из 2011. у насељу је живело 63 становника. Насеље се налази на надморској висини од 163 м.